# مارك هيستر
مارك هيستر (بالدنماركية: Marc Hester)‏ هو دراج دنماركي، ولد في 28 يونيو 1985 في كوبنهاغن في الدنمارك.

## وصلات خارجية
- مارك هيستر على موقع الاتحاد الدولي للدراجات (الإنجليزية)
- مارك هيستر على موقع أرشيف الدراجات (الإنجليزية)
- مارك هيستر على موقع إحصائيات الدراجات الإحترافية (الإنجليزية)
- مارك هيستر على موقع نسبة الدراجات (الإنجليزية)